# Făclia
Făclia – wieś w Rumunii, w okręgu Konstanca, w gminie Saligny. W 2011 roku liczyła 816 mieszkańców.